# Cima Dormillouse
La Dormillouse (punta o cima) è una montagna delle Alpi Cozie alta 2908 m s.l.m..

## Descrizione
La Dormillouse si trova al confine tra Italia (comune di Cesana Torinese) e Francia (comune di Cervières, regione Provenza-Alpi-Costa Azzurra, dipartimento Alte Alpi). La montagna è situata sulla catena principale alpina dalla quale, poco lontano dalla sua cima, si stacca verso nord un costolone che divide il solco principale della Val Thuras (valle laterale della Val di Susa) dal vallone laterale del torrente Chabaud, e che comprende la Cima Dorlier e il monte Giassez.
La zona della Dormilluouse è una rara regione carsica delle Alpi Occidentali, nella quale si possono osservare fenomeni caratteristici come le doline.
Sulla cima si trova il punto geodetico trigonometrico dell'IGM denominato Dormillouse (cod. 066084)

## Accesso alla vetta
La salita estiva dalle Rhuilles (Cesana Torinese) è valutata di difficoltà E.
La Dormillouse è anche una classicissima meta sci-alpinistica. La salita da Thures è valutata di difficoltà stimata in MS..